# 1782 Schneller
1782 Schneller (1931 TL1) là một tiểu hành tinh vành đai chính được phát hiện ngày 6 tháng 10 năm 1931 bởi K. Reinmuth ở Heidelberg.